# Сітрус-Парк (Флорида)
Сітрус-Парк (англ. Citrus Park) — переписна місцевість (CDP) в США, в окрузі Гіллсборо штату Флорида. Населення — 28 178 осіб (2020).

## Географія
Сітрус-Парк розташований за координатами 28°4′16″ пн. ш. 82°33′44″ зх. д. / 28.07111° пн. ш. 82.56222° зх. д. (28.070996, -82.562173).  За даними Бюро перепису населення США в 2010 році переписна місцевість мала площу 28,02 км², з яких 26,32 км² — суходіл та 1,70 км² — водойми.

## Демографія
Згідно з переписом 2010 року, у переписній місцевості мешкали 24 252 особи в 9025 домогосподарствах у складі 6494 родин. Густота населення становила 865 осіб/км².  Було 9583 помешкання (342/км²).
Расовий склад населення:
| - 78,4 % — білих - 8,7 % — чорних або афроамериканців - 4,7 % — азіатів - 0,4 % — корінних американців - 0,1 % — вихідців з тихоокеанських островів - 4,2 % — осіб інших рас |

До двох чи більше рас належало 3,5 %. Частка іспаномовних становила 33,6 % від усіх жителів.
За віковим діапазоном населення розподілялося таким чином: 24,5 % — особи молодші 18 років, 66,0 % — особи у віці 18—64 років, 9,5 % — особи у віці 65 років та старші. Медіана віку мешканця становила 37,6 року. На 100 осіб жіночої статі у переписній місцевості припадало 93,2 чоловіків;  на 100 жінок у віці від 18 років та старших — 89,0 чоловіків також старших 18 років.
Середній дохід на одне домашнє господарство  становив 75 545 доларів США (медіана — 61 911), а середній дохід на одну сім'ю — 87 011 долар (медіана — 68 918). Медіана доходів становила 44 537 доларів для чоловіків та 37 282 долари для жінок. За межею бідності перебувало 9,6 % осіб, у тому числі 14,4 % дітей у віці до 18 років та 5,9 % осіб у віці 65 років та старших.
Цивільне працевлаштоване населення становило 13 454 особи. Основні галузі зайнятості: освіта, охорона здоров'я та соціальна допомога — 20,6 %, науковці, спеціалісти, менеджери — 18,2 %, фінанси, страхування та нерухомість — 13,7 %, роздрібна торгівля — 13,0 %.